# 大和プロ
大和プロは、東京都世田谷区に本社を置く、日本の芸能事務所。2012年設立。

## 概要
岡山誠治が2012年3月、テンダープロを退職後に創業。

## 主な所属タレント

### 俳優
- 木村明人
- 新谷広武
- 石川けん
- 上原健志郎
- 落合拓磨
- 仲川和哉
- 中川慧
- 本間孝男

### 女優
- 佐藤誠純
- 櫻井美代子
- 高田桜子
- 大和叶和
- 朝香らん
- 野田鈴
- ミユ

## 過去の所属者

### 俳優
- 志水正義（在籍中に死去）
- 仲村辰徳
- 高槻ことみ

## 出演実績

### テレビ
- キャッチー（琉球朝日放送）
- SKYキャッスル（韓国ドラマ）
- アオハライド（WOWOW）
- ウルトラマンブレーザー（TX）
- 極悪女王（Netflix）
- デフ・ヴォイス(NHK)
- エール(NHK)
- 赤ひげ(NHK)
- 植木等とのぼせもん(NHK)
- ひよっこ(NHK)
- 眩～北斎の娘～(NHK)
- おんな城主 直虎(NHK)
- みをつくし料理帖(NHK)
- 真田丸(NHK)
- 原発メルトダウン危機の88時間(NHK)
- 花燃ゆ(NHK)
- 64ロクヨン(NHK)
- 花子とアン(NHK)
- 八重の桜(NHK)
- あまちゃん(NHK)
- ガラスの家(NHK)
- いつか陽のあたる場所で(NHK)
- ご縁ハンター(NHK)
- 山本周五郎時代劇 武士の魂(BSジャパン)
- だが、情熱はある(NTV)
- ウチの夫は仕事ができない(NTV)
- 秘密のケンミンSHOW(NTV)
- ザ!世界仰天ニュース(NTV)
- 幸せ!ボンビーガール(NTV)
- 東京全力少女(NTV)
- 相棒11～15(EX)
- 検事の死命(EX)
- 家政婦は見た(EX)
- 特命戦隊ゴーバスターズ(EX)
- 仮面ライダーフォーゼ(EX)
- 仮面ライダーウィザード(EX)
- THEベッカクTV(TBS)
- 中居正広の金曜日のスマイルたちへ(TBS)
- 爆報! THE フライデー(TBS)
- 夫のカノジョ(TBS)
- 寒流(TBS)
- 踊る大捜査線(CX)
- リーガル・ハイ(CX)
- オモクリ監督(CX)

### 映画
- 宝島
- シティハンター（Netflix）
- 抹殺（U-NEXT）
- 佇むモンスター
- クレイジークルーズ
- 肝っ玉えっちゃん
- キングダム
- 仮面ライダー
- トリノコシティ
- 散歩する侵略者
- デスノート
- 相棒劇場版
- グッドモーニングショー
- たまこちゃんとコックボー
- 1/11 じゅういちぶんのいち
- 愛と誠
- 苦役列車
- 踊る大捜査線 THE FINAL 新たなる希望
- 真夏の方程式
- あの娘、早くババアになればいいのに
- ヒゲとりぼん

### 舞台
- 2.5次元舞台けものフレンズ2019
- 秋元康プロデュース公演寿司は別腹